# Denis Charbit
Denis Charbit (né en 1959) est un chercheur franco-israélien en sciences politiques et est professeur au département de sociologie, de sciences politiques et de communication de l’université ouverte d'Israël à Raanana. Son principal domaine de recherche est l'histoire des idées. Il a notamment travaillé sur l'engagement politique des intellectuels français (Albert Camus et Simone de Beauvoir), la pensée sioniste, la pensée juive contemporaine (en particulier les intellectuels juifs d'Afrique du Nord Albert Memmi et André Chouraqui), mais aussi la démocratie chrétienne (le Sillon de Marc Sangnier).
Il a été professeur invité à l'université de Californie à Irvine, à l'université du Vermont et à Sciences Po Paris (campus de Menton).

## Biographie
Denis Charbit est né dans la ville de Sidi-Bel-Abbès en Algérie. Ses parents décidèrent en 1961 d'immigrer en Israël. Le père, pharmacien de profession, n'ayant pas pu trouver de pharmacie à acheter à Tel-Aviv, la famille quitte Israël cette année-là pour s'installer à Paris, où le père ouvre sa propre pharmacie. Denis Charbit fait ses études au lycée Carnot (Paris).
Après la guerre du Kippour, ses parents décident de faire une seconde tentative pour s'intégrer en Israël et, en 1974, arrivent en Israël et s'installent avec leurs quatre enfants à Netanya. Charbit apprend l'hébreu et commence à se plonger dans la culture israélienne.
Dans les années 1978-1981, il fait son service militaire puis commence des études universitaires. Il obtient sa licence en sciences politiques et relations internationales en 1984 et sa maîtrise en sciences politiques en 1986 à l'université hébraïque de Jérusalem.
Il soutient en 2002 sa thèse de doctorat sur Le Sillon à l'université de Tel Aviv.
Il enseigne depuis 2002 à l'université ouverte d'Israël (OUI), au département de sociologie, de sciences politiques et de communication. En 2019, il est nommé professeur associé. Depuis 2022, il dirige le centre d'études des relations entre juifs, chrétiens et musulmans.
En France, il est souvent sollicité pour commenter l'actualité politique israélienne et le conflit israélo-palestinien dans plusieurs médias,,.

## Publications

### Ouvrages en français
- Denis Charbit (dir.), Sionismes.Textes fondamentaux, Paris, Albin Michel, 1998.
- Denis Charbit, Qu'est-ce que le sionisme ?, Paris, Albin Michel, 2007.
- Denis Charbit (dir.), Les intellectuels français et Israël, Paris, Éditions de l'éclat, 2009.
- Denis Charbit, Israël et ses paradoxes : idées reçues sur un pays qui attise les passions, Paris, Le Cavalier bleu, 2015 (3e édition revue et augmentée, 2023).
- Denis Charbit, Retour à Altneuland : la traversée des utopies sionistes, Paris, Éditions de l'éclat, 2018.
- Denis Charbit, Israël, l'impossible État normal, Calmann-Lévy, 2024.